# Dirk Dagger and the Fallen Idol
Dirk Dagger and the Fallen Idol è un'avventura grafica punta e clicca sviluppata da Jadestone per la piattaforma N-Gage 2.0. Caratteristica principale del gioco sono i puzzle e vari mini-giochi in interfaccia punta-e-clicca e in futuro verranno sviluppati nuovi episodi.

## Trama
Si impersona il detective privato Dirk Dagger il quale ha il compito di risolvere misteri a lui affidati. Durante un'indagine su una statua rubata (L'Idolo Perduto) il compagno di Dirk, Harry Cannon viene ucciso.
È compito di Dirk trovare l'assassino di Harry e l'Idolo perduto.